# William Tubman
Vous lisez un « bon article » labellisé en 2008.
Pour les articles homonymes, voir Tubman.
William Tubman, de son nom complet William Vacanarat Shadrach Tubman, né le 29 novembre 1895 à Harper au Liberia et mort le 23 juillet 1971 à Londres, est un homme d'État libérien, membre du True Whig Party et dix-neuvième président de la république du Liberia de 1944 jusqu'à sa mort en 1971.
Considéré comme le « père du Liberia moderne », sa présidence est marquée par l’afflux d’investissements étrangers dans son pays et par sa modernisation. Le Liberia connaît alors une certaine prospérité. Il mena également une politique d’unité nationale dans le but de réduire les écarts sociaux et politiques entre Américano-Libériens et les Libériens autochtones. À partir de 1960, le Liberia entre dans une période de vingt années de prospérité, grâce à des concessions offertes à des multinationales étrangères (principalement américaines et allemandes) pour l'exploitation des gisements de minerai de fer. Toutefois, au fur et à mesure de ses années au pouvoir, sa manière de gouverner devint de plus en plus autoritaire.

## L’ascension au pouvoir

### Jeunesse et début en politique
Fils d’un pasteur méthodiste afro-américain originaire de l'État américain de Géorgie, William Tubman devient avocat en 1917, après avoir fait des études de droit. Il exerce, par la suite, divers métiers comme juge à la cour de justice de Harper, collecteur d’impôts, professeur ou encore colonel dans une milice. Tubman est aussi un membre de la franc-maçonnerie, un initié de la loge afro-américaine Prince Hall.
Après avoir intégré le parti dominant le Liberia depuis 1878, le True Whig Party (TWP), Tubman se lance dans la politique. En 1923, il est élu au parlement et devient le plus jeune sénateur de l’histoire du Liberia. Réélu en 1929, il intègre l'équipe du vice-président Allen Yancy comme conseiller juridique . Deux ans plus tard, la SDN révèle au grand jour un trafic d’esclaves impliquant directement le gouvernement. Tubman doit démissionner de ses fonctions de sénateur. Sa traversée du désert est de courte durée, en 1934 il retrouve son fauteuil. En 1937, il démissionne de nouveau afin d’accéder au poste de juge associé de la Cour suprême, une situation qu’il occupe jusqu’en 1943.

### Le nouveau président du Liberia

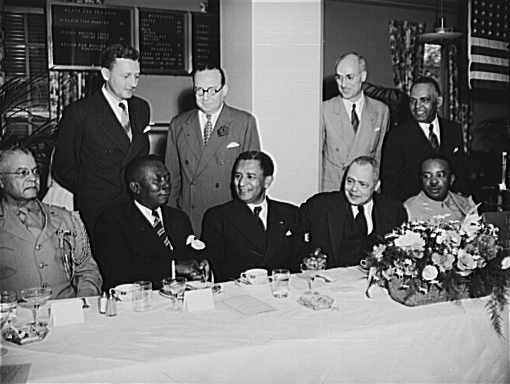
William Tubman (2e assis à gauche) et Edwin Barclay (assis au centre) à Washington, D.C., le 29 mai 1943.

En décembre 1942 se pose, au Liberia, la question de la succession du président Edwin Barclay. Six candidats sont alors en liste, dont deux favoris : Tubman lui-même, et le secrétaire d'État Clarence L. Simpson. Tubman l'emporte et est élu président le 4 mai 1943, à l’âge de quarante-huit ans ;  il n'est, cependant, investi que le 3 janvier 1944.
Bien que déjà allié aux États-Unis qui utilisent le Liberia comme base militaire, le nouveau président entre officiellement en guerre contre l’Allemagne et le Japon, le 27 janvier 1944. En matière de politique extérieure, Tubman, tout en s'alignant sur les États-Unis, participe à la conférence des pays non-alignés de Bandung en 1955, et à la Première Conférence des États africains indépendants, organisée par Nkrumah à Accra en 1958. En 1959, c’est même à lui que revient le privilège d’organiser la deuxième conférence des États africains.
En 1961, à la suite d’une conférence panafricaine organisée dans sa capitale, Tubman joue un rôle diplomatique de premier ordre en formant le « groupe de Monrovia ». Cette association de dirigeants africains « modérés » souhaite l’unification progressive de l’Afrique, à la différence des « révolutionnaires » du « groupe de Casablanca ». Tubman exerce aussi une forte influence au sein de l’Organisation de l'unité africaine dont il est un des fondateurs lors du sommet africain d’Addis-Abeba en mai 1963. D’ailleurs, afin de s'y rendre, le président qui avait la phobie de l’avion (il refusa toujours d’en prendre un de son vivant), emprunta un bateau et partit, pour cela, un mois avant la conférence.

## Le père du Liberia moderne

### Le modernisateur du Liberia
Lors de son accession à la magistrature suprême, les infrastructures, dans le pays, sont quasi inexistantes. Tubman explique cette situation par le fait que le Liberia ne bénéficia jamais des « bienfaits de la colonisation ». Pour remédier à ce problème, il décide de mettre en place une politique économique, nommée « porte ouverte » (« open door »). Consistant à faciliter et à encourager les entreprises étrangères à s’installer au Liberia, cette politique pragmatique permet de multiplier, entre 1944 et 1970, par 200 la valeur des investissements étrangers, essentiellement américains. Le Liberia connaît alors une croissance annuelle formidable de 11,5 % pour la période 1950-1960.
Cette réussite économique permet à Tubman de sortir le Liberia du néant et de commencer sa modernisation : les rues de Monrovia sont pavées, un système d’assainissement y est installé, des hôpitaux sont construits et un programme d’alphabétisation est lancé en 1948. Tubman décide aussi de construire plusieurs milliers de kilomètres de routes ainsi qu’une ligne de chemin de fer reliant les mines de fer à la côte. Le port de Monrovia connaît aussi des transformations et se transforme en un port franc.

### La prospérité économique
Ce n’est réellement qu’à partir du début des années 1960 que le Liberia entre dans une ère de prospérité ; jusqu’alors, le pays vivait, pour l’essentiel, de sa production de caoutchouc. Grâce à la modernisation des infrastructures entreprise par Tubman, les ressources nationales sont mises en valeur. Des multinationales américaines, allemandes et suédoises viennent alors prendre part à l’exploitation des mines de fer, faisant du Liberia le premier exportateur de fer d’Afrique et le quatrième mondial.
Afin de diversifier l’économie (le caoutchouc et le fer représentent 90 % des exportations), Tubman encourage le développement des cultures de café, d’huile de palme, de canne à sucre et tout particulièrement celle du riz à partir de 1966 avec l’aide de Taïwan. Le secteur secondaire connaît également un essor rapide avec l’installation d’industries de transformation tels que des sucreries, des briqueteries ou des savonneries. Cette économie florissante permet au budget libérien d'enregistrer, en 1968, une recette de 51,4 millions de dollars dont trois provenant directement de l'immatriculation de navires étrangers sous le pavillon de complaisance libérien ; Tubman peut alors se vanter de détenir la plus grande flotte marchande au monde.
Si ces résultats économiques sont impressionnants, le Liberia de Tubman connaît, en fait, une « croissance sans développement ». La croissance libérienne dépend largement des capitaux, initiatives et cadres fournis de l’étranger ; elle n’est donc pas autocentrée et auto-entretenue mais engendrée et entretenue de l’extérieur. À cette prospérité économique toute relative, apparaît au sein de la population de fortes inégalités sociales entre l'élite américano-libérienne privilégiée et corrompue et les autochtones.

### Le promoteur de l’unité nationale

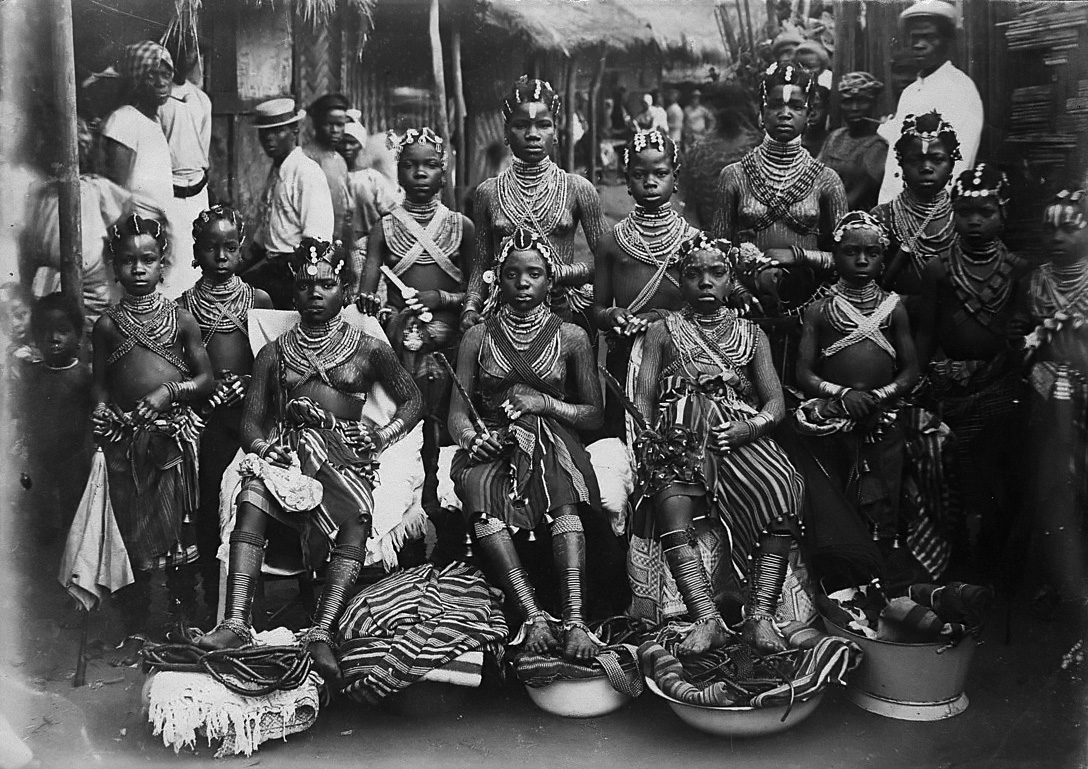
Femmes autochtones du Liberia dans leurs costumes de fête.

Cependant, si les inégalités sociales augmentent au sein de la population, Tubman tente tout au long de sa présidence de mener au mieux une politique d’intégration et d’unité nationale. En 1945, dans une optique d’égalité pour tous, il accorde le droit de vote aux femmes, et la pratique du vote devient secrète.
Tubman innove surtout, en étant le premier président libérien à souhaiter, véritablement, l’intégration des populations autochtones. En effet, lors de sa prise de pouvoir, seuls les Américano-Libériens, représentant moins de 5 % de la population (le ratio en 1960 est de 30 000 Américano-Libériens pour une pop. totale de 1 250 000 habitants), sont considérés comme des citoyens à part entière. Il leur accorde donc en 1945, le droit de vote dès lors qu’ils possèdent au moins un bien foncier ou qu’ils payent la taxe des huttes. Il les visite également pour leur expliquer ses idées. Les Libériens autochtones obtiennent ainsi une représentation au parlement mais ne peuvent prendre part qu’aux débats les concernant. Pour permettre au mieux leur intégration, Tubman décide de désenclaver l’arrière-pays en installant des axes de communications et en mettant en place un programme de scolarisation pour tous.
Tout en consolidant la mainmise des Américano-Libériens sur le pouvoir, Tubman encourage les mariages mixtes avec les élites autochtones, et leur octroie certains postes administratifs, réduisant de cette manière les tensions sociales. En 1958, la discrimination raciale est reconnue comme un délit, passible de sanctions. Enfin, en 1964, les trois provinces de l’arrière pays obtiennent le même statut administratif et politique que les comtés côtiers.

## Le régime personnel

### Les dérives dictatoriales

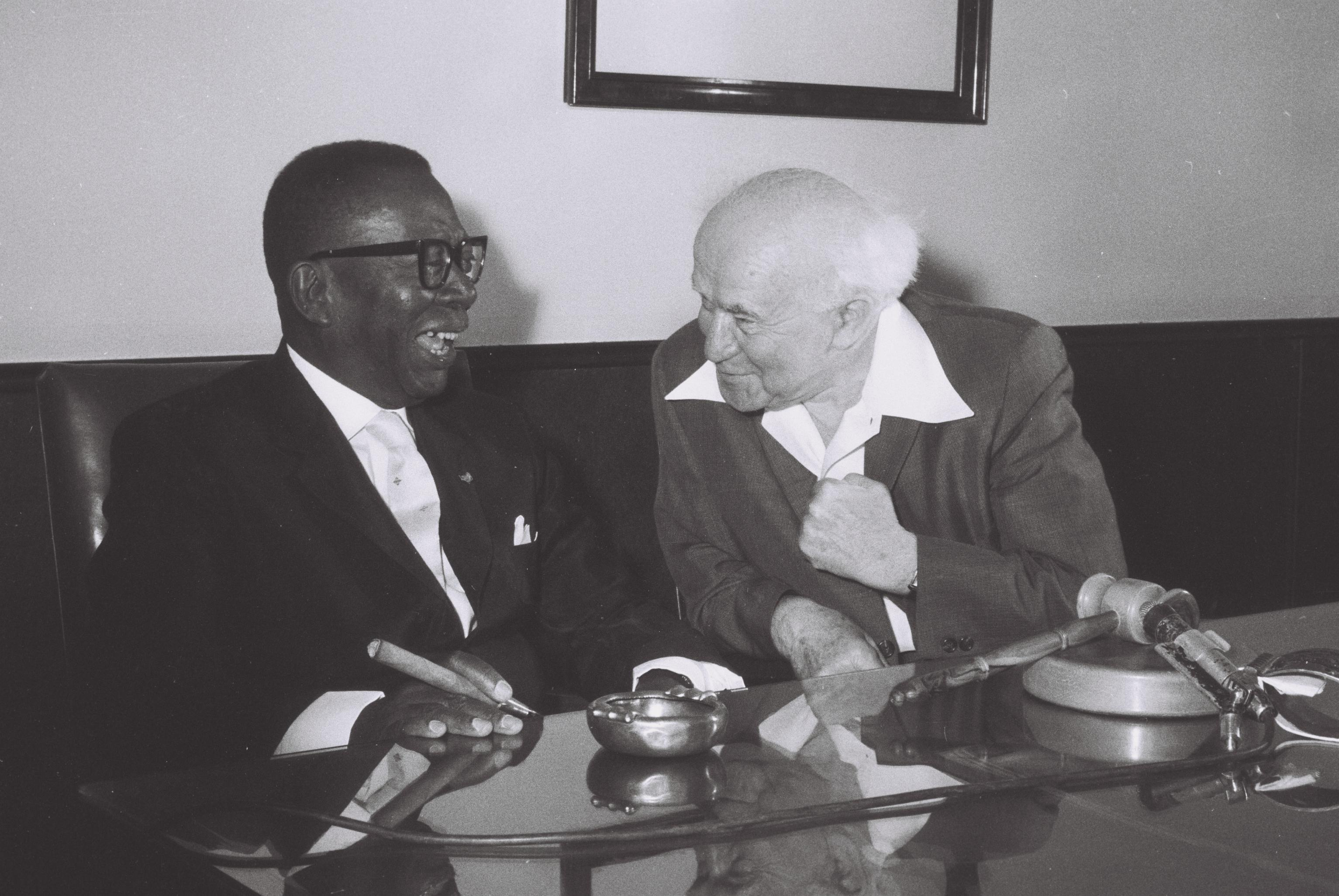
Tubman avec le Premier ministre David Ben Gourion.

En 1949, Tubman qui en est à son deuxième mandat présidentiel, amende la constitution afin de supprimer la clause de 1935, interdisant à un président de briguer un troisième mandat. Se présentant ainsi à sa propre succession en mai 1951, Tubman force à l’exil son principal opposant, le Libérien autochtone Didhwo Twe, chef du parti de la Réforme. Aux élections de 1955, Tubman accepte d’affronter un opposant en la personne de l’ancien président Edwin Barclay ; il est triomphalement élu avec 99,5 % des voix. Le même scénario se reproduit lors des élections de 1959 où il l'emporte face à William O. Davies Bright. Il est, par la suite, constamment réélu jusqu’à sa mort, sans aucune opposition. Le 22 juin 1955, Tubman échappe à un attentat perpétré par Paul Dunbar, un partisan de Edwin Barclay. La répression est terrible, l’auteur du complot, S. David Coleman, un ancien ministre de l’intérieur passé dans l’opposition, est exécuté sommairement avec son fils.

### Le maître absolu du Liberia
Après cet événement, Tubman développe une certaine forme de paranoïa. Un climat de terreur s’installe alors dans le pays ; la police politique omniprésente « PRO » (Public Relation Officers) traque sans relâche les opposants tandis qu’une censure stricte est imposée. D’ailleurs, aux interviews qu'il accordait aux étrangers (d’après Ryszard Kapuściński), Tubman répondait aux questions embarrassantes « par un éclat de rire sonore et prolongé qui se terminait par un hoquet bruyant suivi d’une crise d’étouffement accompagnée de sifflements et de convulsions. Il tremblait, écarquillait ses yeux noyés de larmes. Décontenancé et effrayé, son interlocuteur se taisait et n’osait plus insister. ».
Surnommé par la population « oncle Shad », il lève un véritable culte à sa personne, et de nombreuses manifestations sont organisées en son honneur en « reconnaissance pour les progrès réalisés dans le pays grâce à l’Incomparable Administration du Président du Liberia, Dr W.V.S. Tubman. ». Au fur et à mesure du temps, ce culte prend même une coloration mystique ; la propagande répand que Tubman, protégé par Dieu, ne peut ni être empoisonné, ni être atteint par quelques balles que ce soit. Il est même dit que le président détient un appareil lui permettant de voir tout ce qui se passe et ainsi de déjouer tout complot. En 1960, Tubman institutionnalise le monopartisme avec le True Whig. Durant cette décennie, le président, vieillissant, doit faire face aux nouvelles revendications de la population ; les interprétant comme des tentatives de renversement, il y répond à coup de répression.
Tubman meurt finalement le 23 juillet 1971 dans une clinique de Londres, à l’âge de 75 ans, laissant derrière lui un héritage plutôt satisfaisant. William Tolbert, son vice-président depuis 1951, lui succède à la tête du Liberia.